# 基奧·耶利安斯
基奧·耶利安斯（Kew Jaliens，1978年9月15日—）出生於荷蘭鹿特丹，蘇利南裔荷蘭職業足球運動員，擔任後衛。

## 生涯
在阿爾克馬爾，耶利安斯可按球隊需要而擔任右閘或中堅，由於主教練雲高爾較喜愛以史汀遜擔任中堅，因此經常把耶利安斯伙拍當克（Ryan Donk）擔任中堅。耶利安斯與球會簽訂新合約至2012年，而球會總監馬素·白蘭斯（Marcel Brands）更認為耶利安斯是球隊的基石。雖然耶利安斯在荷甲有不俗表現，被認為是全荷甲最穩定的後衛，但他並未在國家隊得到固定的地位。
2006年世界盃決賽周，耶利安斯入選了荷蘭隊的23人名單，但他卻未能入選2008年歐洲國家盃荷蘭參賽名單。
耶利安斯是南美洲國家蘇利南的後裔，他的叔叔肯尼夫·耶利安斯（Kenneth Jaliens）現時是蘇利南國家足球隊的主教練。

## 職業統計
| 賽季    | 球隊         | 賽事 | 出賽 | 入球 |
| ------- | ------------ | ---- | ---- | ---- |
| 1996/97 | 鹿特丹斯巴達 | 荷甲 | 2    | 0    |
| 1997/98 | 鹿特丹斯巴達 | 荷甲 | 32   | 3    |
| 1998/99 | 鹿特丹斯巴達 | 荷甲 | 32   | 0    |
| 1999/00 | 鹿特丹斯巴達 | 荷甲 | 2    | 1    |
|         | 威廉二世     | 荷甲 | 22   | 0    |
| 2000/01 | 威廉二世     | 荷甲 | 31   | 2    |
| 2001/02 | 威廉二世     | 荷甲 | 29   | 0    |
| 2002/03 | 威廉二世     | 荷甲 | 32   | 1    |
| 2003/04 | 威廉二世     | 荷甲 | 33   | 1    |
| 2004/05 | 阿爾克馬爾   | 荷甲 | 22   | 1    |
| 2005/06 | 阿爾克馬爾   | 荷甲 | 30   | 0    |
| 2006/07 | 阿爾克馬爾   | 荷甲 | 28   | 1    |
| 2007/08 | 阿爾克馬爾   | 荷甲 | 7    | 0    |
|         |              | 合計 | 302  | 10   |

## 外部連結
- 基奧·耶利安斯 – FIFA國際賽競賽紀錄 (存檔)
- 耶利安斯 職業數據（荷兰文）